# Out of the Cellar
| Recensione | Giudizio |
| ---------- | -------- |
| AllMusic   |          |

Out of the Cellar è il primo album in studio del gruppo musicale statunitense Ratt, pubblicato il 27 marzo 1984 dalla Atlantic Records.
Trainato dal successo del singolo Round and Round, l'album diventa triplo disco di platino per le vendite negli Stati Uniti (un risultato che il gruppo non riuscirà mai più ad eguagliare).
La modella presente in copertina è Tawny Kitaen, ai tempi fidanzata con il chitarrista Robbin Crosby, e successivamente nota come moglie di David Coverdale e attrice in diversi video dei Whitesnake.

## Tracce
1. Wanted Man – 3:37 (Stephen Pearcy, Robbin Crosby, Joey Cristofanilli)
2. You're in Trouble – 3:16 (Pearcy, Crosby, Warren DeMartini)
3. Round and Round – 4:22 (Pearcy, Crosby, DeMartini)
4. In Your Direction – 3:30 (Pearcy)
5. She Wants Money – 3:04 (Juan Croucier)
6. Lack of Communication – 3:52 (Pearcy, Croucier)
7. Back for More – 3:42 (Pearcy, Crosby)
8. The Morning After – 3:30 (Pearcy, Crosby, DeMartini)
9. I'm Insane – 2:54 (Crosby)
10. Scene of the Crime – 4:54 (Crosby, Croucier)

## Singoli
- Round and Round (1984)
- Wanted Man (1984)
- Back for More (1984)
- Lack of Communication (1984)

## Formazione
Gruppo
- Stephen Pearcy – voce
- Robbin Crosby – chitarra, cori
- Warren DeMartini – chitarra, cori
- Juan Croucier – basso, cori
- Bobby Blotzer – batteria

Produzione
- Beau Hill – produzione, ingegneria del suono
- Jim Faraci – ingegneria del suono
- Dennis King – mastering

## Classifiche

### Classifiche settimanali
| Classifica (1984) | Posizione massima |
| ----------------- | ----------------- |
| Canada            | 12                |
| Stati Uniti       | 7                 |

### Classifiche di fine anno
| Classifica (1984) | Posizione |
| ----------------- | --------- |
| Canada            | 48        |
| Stati Uniti       | 41        |